# El increíble caso de Barnaby Brocket
El increíble caso de Barnaby Brocket es una novela de 283 páginas, escrita por John Boyne, conocido por su novela El niño con el pijama de rayas. Fue publicada por vez primera en septiembre de 2013 en inglés, con el título original The terrible thing that happened to Barnaby Brocket. Está dedicado a Philip Ardagh, autor de libros infantiles, especialmente conocido por la serie de seis libros donde se narraban las aventuras de Eddie Dickens.

## Argumento
La novela narra las aventuras de un joven llamado Barnaby Brocket, quien flota; lo cual podría ser un toque de originalidad para la vida de cualquier persona, según propone el autor. Pero en esta historia se presenta una familia "anormalmente normal", la cual repudia, debido a una infancia traumática, cualquier elemento de la sociedad que destaque o no cumpla las reglas generales de la estética, el orden y la ética.

## Trama
A lo largo de toda la obra desde un principio hasta la penúltima página encontraremos una reflexión constante sobre la frivolidad del mundo, todo vivido por un niño, quien presencia esta injusticia con la inocencia de que están dotada la infancia.
En el ámbito de la crítica social encontramos que se tocan muchos temas, desde la homosexualidad, la fealdad, la xenofobia etc. Pero los que destacan son dos en los cuales se hace un gran hincapié debido a lo cual impacta fuertemente en el lector:
o La homogeneidad impuesta en las sociedad: No se acepta absolutamente nada que vaya en contra de las nuevas ideología/ tendencias, o simplemente no sea igual a esta. Esto se refleja en la novela de un modo continuo, pero se exagera de sobre manera en los padres de Barnaby, el protagonista. Alistair Brocket es el padre del niño, se le describe del siguiente modo:
“Alistair perdía la paciencia con la gente que era peculiar o que hacía numeritos. Si iba en el metro y veía un grupo de adolescentes que hablaban demasiado fuerte, en la siguiente parada se bajaba y se daba prisa en cambiar de vagón. Cuando comía en un restaurante […] se ponía enfermo si un camarero cantaba una canción de aniversario a unos clientes con afán de protagonismo, y decía que eso ya le había arruinado la velada”
El padre está obsesionado con que todo y todos sean exactamente iguales en el mundo, sin aceptar ni un poco de discordancia con su filosofía de vida. Eleanor Bullingham, la madre de Barnaby, también tiene una idiosincrasia parecida a la de su marido, pero un tanto más grave, siendo capaz de hacer cuanto haga falta por pasar desapercibida en el mundo, ya que ella será la ideóloga y promotora del horrible plan que llevará a cabo contra su propio hijo.
o La reacción de la sociedad contra todo aquel que destaque o sea diferente a lo considerado “normal”: Probablemente sea el tema que más nos conmueva, ya que el autor nos hace comprender de primera mano cómo se siente toda esa gente que es repudiada por sus vecinos, sus compañeros de trabajo o escuela e inclusive por su propia familia como le pasa al protagonista.